# Microprotéine
Une microprotéine (miP) est une petite protéine (voire une nanoprotéine), codée à partir d'un petit cadre de lecture ouvert (smORF).
Les microprotéines constituent une classe de protéines dotées d'un seul domaine protéique (rappel : un domaine protéique est une partie d'une protéine, qui a souvent une fonction propre, et qui peut adopter (de manière autonome ou non) une structure spécifique, partiellement autonome du reste de la molécule).
Ces microprotéines n’interagissent pas nécessairement directement avec l’ADN mais elles régulent ou perturbent - plus en aval (au niveau post-traductionnel) certains systèmes cellulaires) ; elles peuvent notamment contrôler des protéines de plus grande taille et « multidomaines ».
Les microprotéines sont considérées comme analogues aux microARNs (miARN) ; elles forment des hétérodimères avec leurs cibles, avec des effets majoritairement négatifs.
On reconnait maintenant que ces microprotéines ont une grande influence sur les processus biologiques animaux et végétaux. Pour ces raisons elles intéressent l’industrie des biotechnologies qui leur cherche des applications commerciales.

## Histoire
Cette famille de protéines est totalement passée inaperçues jusqu’aux années 1990, et leur importance pourrait avoir été sous-estimée ; au point qu'en 2019, un biologiste les a comparé à la « matière noire » de l’univers des protéines (protéome).
La première microprotéine (miP) considérée comme telle a été découverte au début des années 1990 lors de travaux de recherche portant sur les gènes des facteurs de transcription basiques Hélice-boucle-hélice (bHLH) issus d'une banque d'ADNc de cellules murines d’érythroleucémie. Cette protéine en dépit de sa taille minuscule (16 kDa) s'est avérée être inhibitrice de la liaison à l'ADN (Id) et réguler négativement le complexe du facteur de transcription. Elle consistait en un seul domaine hélice-boucle-hélice (HLH) mais formati des hétérodimères bHLH/HLH qui perturbaient les homodimères fonctionnels de l’Hélice-boucle-hélice (bHLH) de base.

## Chez les plantes
À ce jour, dans les plantes, les microprotéines n'ont été retrouvées que chez les espèces dites supérieures (monocotylédones et dicotylédones).
La première microprotéine végétale découverte a été la protéine dite "petite fermeture éclair" (Little zipper ou ZPR) ; elle contient un domaine de fermeture à glissière à la leucine mais ne possède pas les domaines nécessaires à la liaison à l'ADN et à l'activation de la transcription, ce qui en fait une protéine "analogue" à la protéine Id.
Bien que toutes les protéines ne soient pas petites, en 2011, cette classe de protéines s'est vu attribuer les microprotéines nommées, car leurs actions régulatrices négatives sont similaires à celles des miARN.

## Chez les animaux
Des protéine Id ou des microprotéines similaires à Id, évolutives, ont été trouvées chez tous les espèces d'animaux où on en a cherché.

## Chez les champignons?
Comme dans le règne animal et végétal, des facteurs de transcription des homéodomaines appartenant à la famille des extensions de boucle d'acides aminés (TALE) sont aussi des cibles de microprotéines chez les champignons (ces protéines homéodomaines sont conservées chez les animaux, les plantes et les champignons, ce qui laissent penser qu'elles ont une grande importance).

## Structure
Les microprotéines sont, comme leur nom l’indique, de petites protéines, généralement dotées d’un seul domaine protéique,.
Les formes actives de microprotéines sont traduites des smORF (moins, de 100 codons).
Cependant, toutes les microprotéines ne sont pas petites (certaines sont ainsi nommées, car ayant des actions analogues aux miARN).

## Taille
On pensait que les protéines étaient toujours des macromolécules (c'est-à-dire de grande taille aux échelles biomoléculaires), mais dès les années 1980 on pressent que ce n'est pas le cas. À la suite de la découverte d'une, puis de quelques autres MicroProtéines (parfois dénommées MiPs) les scientifique ont mis en évidence l'existence de centaines puis de milliers de microprotéines et de nanoprotéines (n'associant parfois que quelques acides aminés, peut-être auto-assemblés), si petites que les systèmes classiques d'analyse génomique ne les repéraient pas.

## Fonctions
Les microprotéines étudiées agissent toute dans le domaine post-traduction ; elles semblent jouer des rôles-clé dans les cellules au sein du complexe protéique, en interagissant dans les relations protéines-protéines.
Leur mode d’action et la perturbation de la formation de complexes hétérodimères, homodimères ou multimères. Elles peuvent interagir avec toutes les protéines nécessitant des dimères fonctionnels pour fonctionner normalement.
Leurs cibles primaires sont des facteurs de transcription qui se lient à l'ADN sous forme de dimères,.
Les microprotéines régulent ces complexes en créant des dimères homotypiques avec les cibles et inhibent la fonction du complexe protéique.
Il existe deux types d'inhibition de la miP :
- l'inhibition homotypique de la miP, où les microprotéines interagissent avec des protéines ayant un domaine d'interaction protéine-protéine (PPI) similaire[5], où les microprotéines interagissent avec des protéines de domaine PPI différent mais compatible[5].
- l'inhibition hétérotypique de la miP[5].

Dans ces deux cas, les microprotéines interfèrent et empêchent les domaines PPI d'interagir avec leurs protéines normales.
Concrètement, beaucoup de microprotéines contrôlent l’activité de protéines plus grosses qu’elles, jouant un rôle de régulateurs post-traductionnels, sans interagir directement avec l'ADN ou l'ARN. D'autres promeuvent le développement musculaire et régulent la contraction musculaire. D'autres encore contribuent à la gestion des déchets intracellulaires (ARN ancien, dégradé ou défectueux).
- Chez les plantes[10],[11], elles pourraient participer à la détection de la lumière et dans d'autres cas jouer un rôle dans la signalisation phytohormonale[4].

- Chez l'animal, elles participeraient au fonctionnement de l'horloge biologique. Certaines microprotéines sont nécessaires à la respiration cellulaire dans la mitochondrie[12].

## Toxicologie
Certaines microprotéines intéressent les toxicologues, car on les trouve notamment dans les venins (d'araignées, de scorpions et d'autres animaux venimeux).

## Utilisations actuelles ou futures
Des nanoprotéines complexes peuvent être créées in vitro par autoassemblage d'acides aminés ; elles pourraient peut-être être utilisées pour la reconnaissance et à la catalyse biomoléculaires.
On leur a déjà trouvé un intérêt commercial : Certains insecticides en utilisent.
Elles présentent un intérêt médical : on s'en sert pour marquer des tumeurs cérébrales afin de permettre une chirurgie plus précise